# Lloyd (sångare)
Lloyd Polite, Jr., mer känd som Lloyd, född 3 januari 1986 i New Orleans, Louisiana uppväxt i Atlanta, Georgia, är en amerikansk R&B-sångare som var medlem i gruppen N-Toon fram till 2004 då han valde att göra solokarriär.